# Mittelstebecke
Mittelstebecke ist ein ehemals eigenständiger Ortsteil der Stadt Gummersbach im Oberbergischen Kreis im südlichen Nordrhein-Westfalen. Er gehört heute zum Ortsteil Derschlag.

## Lage
Der Ort liegt im Südosten von Gummersbach. Nachbarorte sind Bernberg und Rebbelroth.

## Geschichte
Auf der Carte des Herzogthums Berg des Carl Friedrich von Wiebeking aus dem Jahre 1789 wird der Ort erstmals verzeichnet. In der Preußischen Uraufnahme von 1840 ist die Schreibweise der Ortsbezeichnung „Mittelste Becke“.

## Busverkehr
Mittelstebecke ist über die südlich verlaufende Buslinie 301 an den öffentlichen Personennahverkehr angeschlossen.